# CTP N.V.
CTP N.V. is een commerciële vastgoedontwikkelaar en -beheerder, gespecialiseerd in het bouwen, leveren en beheren van bedrijfsparken (CTParks). Een ruime meerderheid van de aandelen van het beursgenoteerde CTP is in het bezit van Remon Vos. Het bedrijf is gevestigd in Tsjechië en vanouds actief in Centraal- en Oost-Europa. CTP is eigenaar van het CTPark-netwerk, een groot systeem van bedrijfsparken met bijna 12 miljoen m² aan vastgoed in 10 landen op 31 december 2023. De bedrijfsparken worden gebruikt voor opslag, productie, distributiecentra, O&O en kantoorruimtes.

## Geschiedenis
CTP werd in 1998 opgericht door de Nederlandse ondernemers Remon Vos, Johan Brakema en Eddy Maas. Brakema verliet na een jaar het bedrijf, Maas overleed in 2016. Medio 2019 verwierf Remon Vos volledige controle over de CTP-groep. Ofschoon de beursgang van het bedrijf in 2021 het belang van Vos deed verminderen, behoudt hij zeggenschap met 75,6% van de aandelen (stand ultimo 2022). Hij behoort hierdoor tot de allerrijkste mensen van Nederland.
CTP’s eerste bedrijfspark werd gebouwd in Humpolec, waarna bedrijfsparken volgden in steden als Modřice, Brno en Plzeň. Aangezien CTP zijn activiteiten in Tsjechië begon, bevindt het merendeel van de portefeuille zich in dit land. In de afgelopen jaren heeft het bedrijf het CTPark-netwerk uitgebreid naar andere Centraal- en Oost-Europese landen, waaronder Slowakije, Hongarije, Slovenië, Roemenië, Polen en Servië.
In 2005 startte CTP met de bouw van het bedrijfspark Spielberk Office Centre in Brno, op de locatie van de Spielberk Towers. Het eerste gebouw, Toren I, werd omgebouwd tot het Courtyard by Marriott Brno hotel en is tot op heden in gebruik. Het hotel werd in 2016 officieel geopend  en was de eerste hotelontwikkeling van CTP. Toren II was het hoogste gebouw in Brno tot 2013 toen de AZ-toren werd gebouwd. In 2013 kreeg het gebouw vanwege zijn duurzame en milieuvriendelijke kenmerken, een BREEAM Outstanding certificering.
In 2017 introduceerde CTP het woonconcept Domeq, gericht op young professionals en studenten in Brno. Domeq is gevestigd in het Ponávka Business Park, waar ook het Central European Institute of Technology (CEITEC) gevestigd is. Dit woonconcept is geïnspireerd door vergelijkbare projecten in andere Europese landen waar studentenhuisvesting goed is ingeburgerd.
Op 25 maart 2021 deed CTP zijn intrede op Euronext Amsterdam. De aandelen werden naar de beurs gebracht tegen € 14,00 per aandeel, wat de marktkapitalisatie op € 5,6 miljard bracht. Op 21 juni 2021 werd het bedrijf opgenomen in de AScX-index.
Op 16 augustus 2021 kocht CTP de Amsterdam Logistic Cityhub (ALC) in het Westelijk Havengebied in Amsterdam, een distributiecentrum van 120.000 m². CTP kocht ALC van vastgoedinvesteerder Paul Vermaat en ontwikkelaar Wim Beelen. Deze hub werd omgedoopt tot CTPark Amsterdam City. Het gaat om een duurzaam en energie-efficiënt gebouw met het doel om de stadslogistiek te verbeteren en te verduurzamen. De bouw van CTPark Amsterdam City werd voltooid in het eerste kwartaal van 2023.

## Tijdlijn

### 1998-2007
- CTP wordt opgericht door Remon Vos, Johan Brakema en Eddy Maas.
- Start bouw hoofdkantoor en eerste bedrijvenpark van CTP in Tsjechië: CTPark Humpolec.
- In 2000 levert CTP het eerste gebouw op.
- CTP wordt in 2007 de grootste industriële ontwikkelaar in Tsjechië en is onder meer actief in Plzeň, Brno en Ostrava.

### 2013-'16
- CTP betreedt de Praagse markt.
- CTP's portefeuille bereikt 2 miljoen m² BVO.
- CTP start activiteiten in Roemenië.
- CTP verwerft 380.000 m² BVO in Roemenië en wordt marktleider in dat land.
- CTP start activiteiten in Hongarije.

### 2018-'19
- CTP verkoopt een portefeuille van drie parken in Tsjechië aan DEKA voor 460 miljoen euro.
- Remon Vos verwerft 100% eigendom van CTP.
- CTP start activiteiten in Bulgarije.
- CTP bereikt 1 miljoen m² bebouwd oppervlak in Roemenië.
- CTP bereikt overeenstemming over gesyndiceerd financieringspakket van 1,9 miljard euro in de grootste vastgoedtransactie tot dan toe in Centraal- en Oost-Europa.

### 2021-'22
- CTP lanceert beursgang op Euronext Amsterdam.
- CTP start activiteiten in Duitsland met de overname van de 1,6 miljoen m² BVO portefeuille van Deutsche Industry REIT.
- CTP wordt opgenomen in de Euronext AMX-index en de AEX ESG Index.
- CTP breidt uit in Polen met een grondaankoop die het potentieel biedt voor 1,2 miljoen m² BVO.
- CTP breidt uit in West-Europa met de oplevering van zijn eerste ontwikkeling in Nederland en de start van zijn eerste project in Oostenrijk.

## Duurzaamheid en milieubescherming
CTP werd begin 2021 de meest duurzame ontwikkelaar in de Centraal- en Oost-Europese regio, dankzij de BREEAM-certificering van al zijn gebouwen. CTP's duurzame ontwikkelingsdoelen omvatten ISO-certificering voor milieu- en energiemanagementsystemen. Het bedrijf heeft al ISO 14001 (milieubeheer) en 50001 (energiemanagement) certificeringen ontvangen voor de gebouwen in Tsjechië en Roemenië.
Om het energieverbruik te verminderen, introduceerde CTP intelligente energiemeetsystemen en verving het standaardverlichting door LED-technologie. Vijf CTP-eigendommen hebben een BREEAM In-Use certificering van minimaal het niveau 'Very Good' en verschillende objecten zijn gecertificeerd op het niveau 'Excellent'. Zowel de certificering als de gebouwen onder BREEAM In-Use moeten elke drie jaar worden vernieuwd en jaarlijks worden geïnspecteerd. In totaal heeft het bedrijf al meer dan € 1,75 miljoen geïnvesteerd.

### Bossen
CTP investeert in bosreservaten in heel Centraal- en Oost-Europa in een verhouding van 1:1 met het gebouwde portfolio. In 2019 kocht het bedrijf een bosreservaat in Tsjechië en herstelde de biodiversiteit door meer dan 108.000 inheemse bomen te planten. In 2021 verwierf CTP 460 hectare bos nabij Zlín en plantte 50.000 extra bomen nabij Otrokovice.
CTP kondigde aan om voor elke vierkante meter gebouwd vastgoed in de portefeuille een vierkante meter bosgrond te kopen. In 2019 kocht CTP een miljoen vierkante meter bosgrond in Tsjechië. Sindsdien zijn er nieuwe bomen geplant die beter bestand zijn tegen de schorskever en de algehele diversiteit van het bos verbeteren. CTP blijft bos aankopen voor behoud in heel Centraal-Europa.

## CTP Art Wall
In 2017 lanceerde CTP, in samenwerking met CBRE, de CTP Art Wall. Dit is een evenement voor kunstenaars uit heel Europa. Kunstenaars, illustrators en grafisch ontwerpers konden hun kunstwerken insturen, waarna de geselecteerde ontwerpen op de muren van verschillende CTParks zouden worden geplaatst. Het hoofddoel van dit project was de verbetering van de openbare ruimte en verfraaiing van industriële en logistieke hallen. De prijsuitreiking vond plaats in de Manes Gallery in Praag.
In 2020 voltooide kunstenaar Michal Škapa een nieuwe muurschildering voor CTP. Het enorme kunstwerk siert een muur van het CTPark Prague Airport-gebouw, gelegen in de stad Knezeves. De schildering is zichtbaar vanuit inkomende en uitgaande vliegtuigen op de luchthaven Václav Havel in Praag. Het schilderij is geïnspireerd op de natuur, die wordt bewaakt door een oog in het midden van de muurschildering. Met een afmeting van 350 meter bij 15 meter beslaat het een oppervlakte van meer dan 5000 m². Daarmee is de muurschildering het grootste kunstwerk in Tsjechië en een van de grootste ter wereld.
Aalberts · Air France-KLM · Alfen · Allfunds · AMG · Aperam · ARCADIS ·  Basic-Fit · Corbion · CTP · Eurocommercial Properties · Fagron · Flow Traders · Fugro · Galapagos · InPost · JDE Peet's · Just Eat Takeaway · OCI · SBM Offshore · Signify · TKH Group · Van Lanschot Kempen · Vopak · WDP